# Manawatu Jets
Los Manawatu Jets, conocidos por motivos de patrocinio como Property Brokers Manawatu Jets, es un equipo de baloncesto neozelandés que compite en la NBL, la primera división del país. Fundado en 2009, tiene su sede en la ciudad de Palmerston North, Manawatū-Whanganui. Disputa sus partidos en el Central Energy Trust Arena, con capacidad para 5000 espectadores.

## Historia
Los Palmerston North Jets fueron miembros fundadores de la NBL en 1982. Después de terminar octavos y últimos en la primera temporada, los Jets fueron relegados a la Liga de Baloncesto de la Conferencia (CBL) de segundo nivel en 1983. En 1984 ascendieron nuevamente a la NBL, tras acabar como subcampeones de la CBL. Terminaron quintos tanto en 1985 como en 1986, pero después de terminar últimos en 1987, los Jets descendieron a la CBL en 1988. La temporada de 1988 vio a los Jets ganar el campeonato de la CBL, lo que los llevó a ascender nuevamente a la NBL en 1989. Los Jets ganaron la temporada regular en 1989, pero a pesar de ser el primer favorito en el fin de semana de la final, fueron derrotados 92–84 en la semifinal por los Canterbury Rams. En 1992, los Jets llegaron a la final de la NBL, donde fueron derrotados 79–71 por los Rams. En 2002, el equipo pasó a ser conocido como Manawatu Jets.
En noviembre de 2015, los Jets se retiraron de la NBL debido a una financiación reducida y un modelo de negocio insostenible. En abril de 2017 presentaron su solicitud a Basketball New Zealand para competir en la temporada 2018 de la NBL. Su solicitud fue exitosa y el 29 de agosto de 2017, los Jets fueron readmitidos en la liga.
En 2020, los Jets llegaron a la final de la NBL por segunda vez en su historia, donde perdieron 79-77 ante Otago Nuggets.

## Palmarés
- NBL
  - Finalista (2): 1992, 2020
- CBL
  - Campeón (1): 1988